# Liste der Ortschaften in Missouri

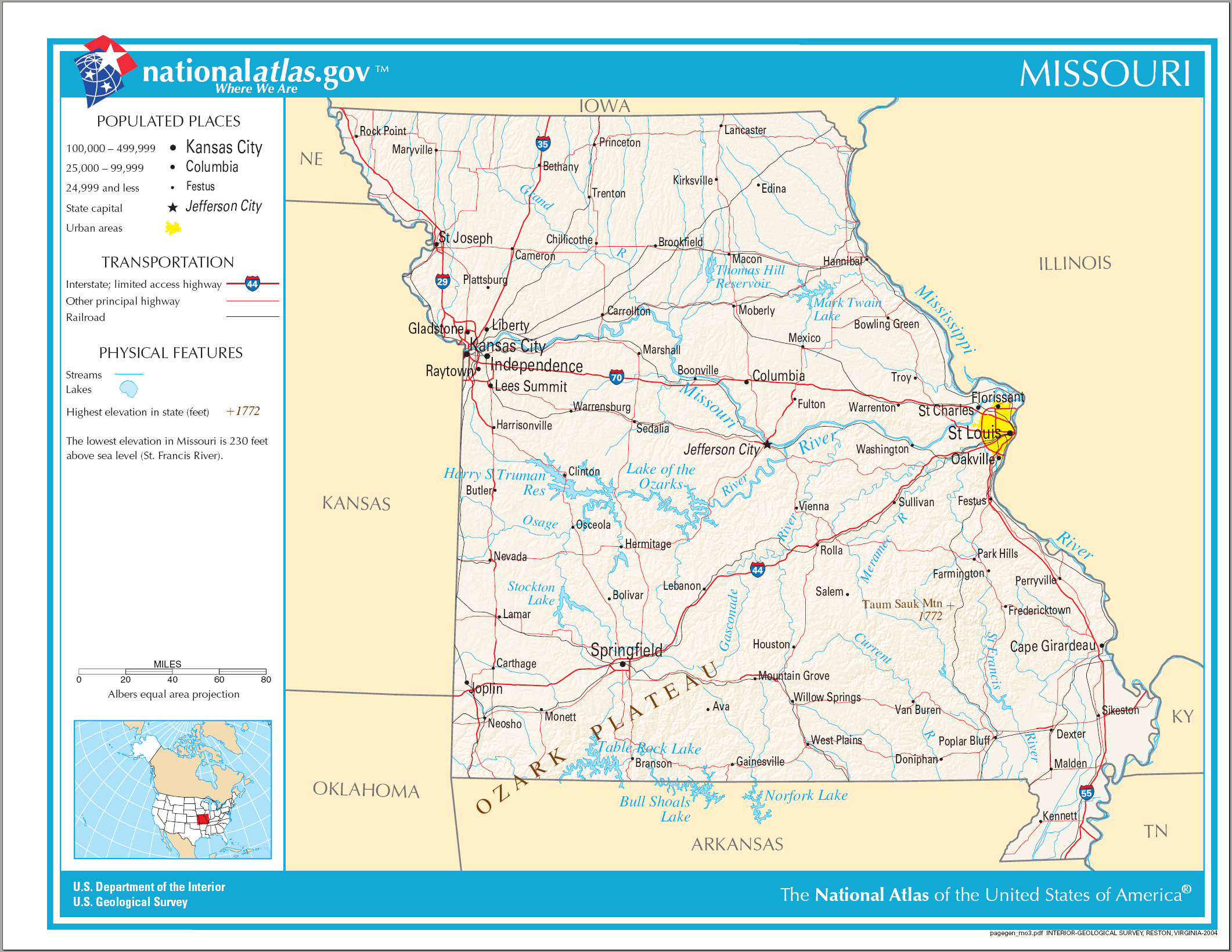
Karte von Missouri

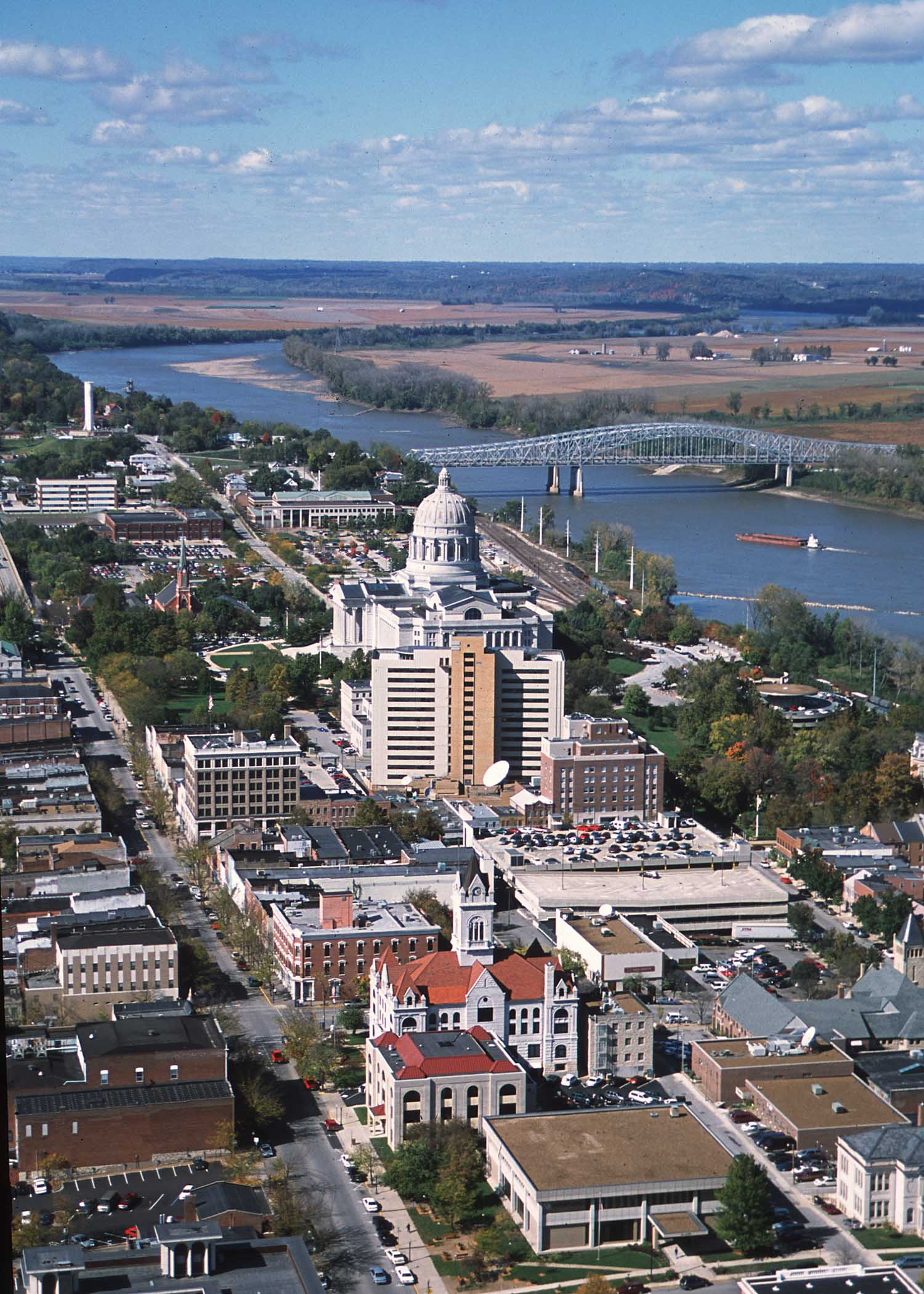
Jefferson City, die Hauptstadt von Missouri

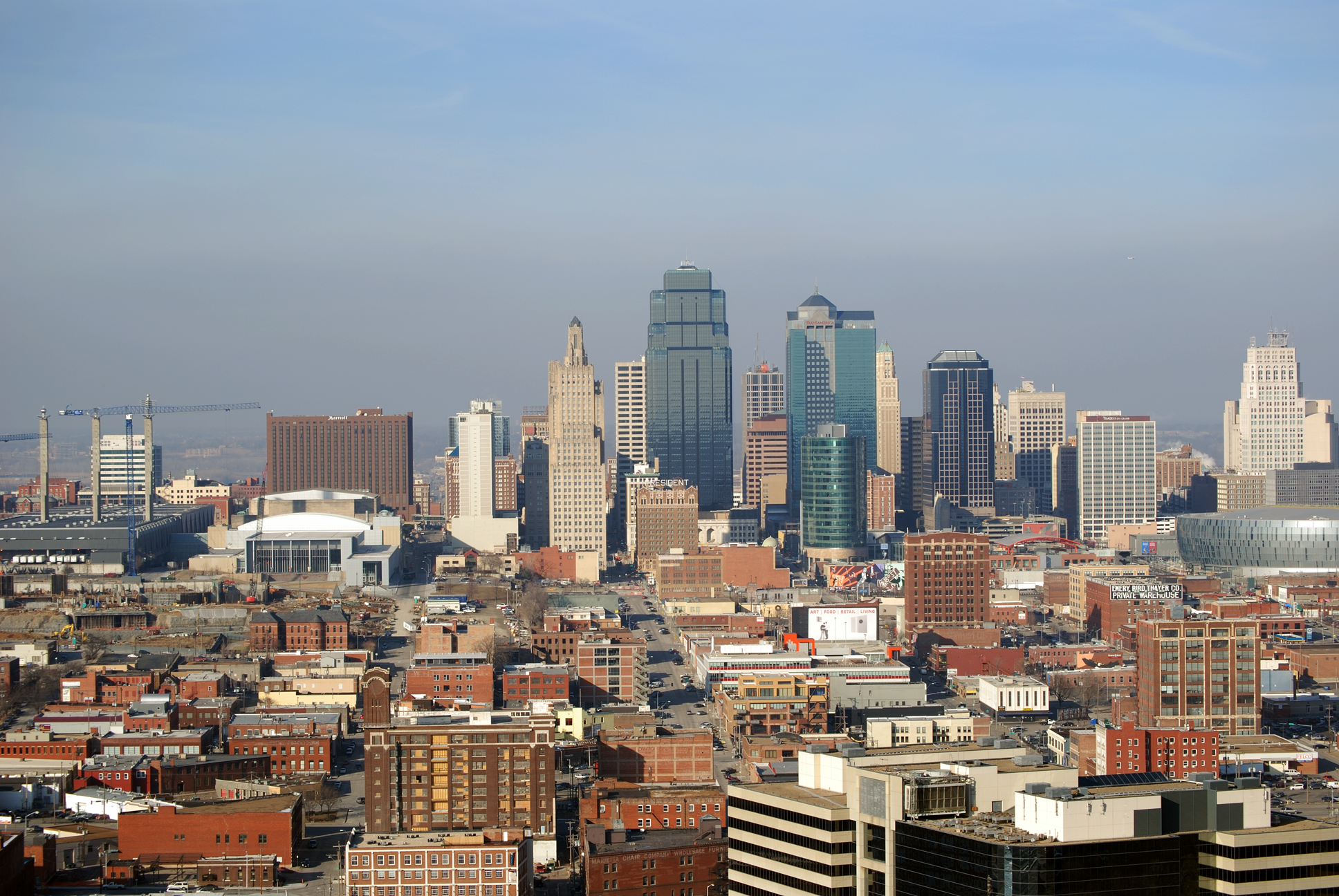
Kansas City, die größte Stadt von Missouri

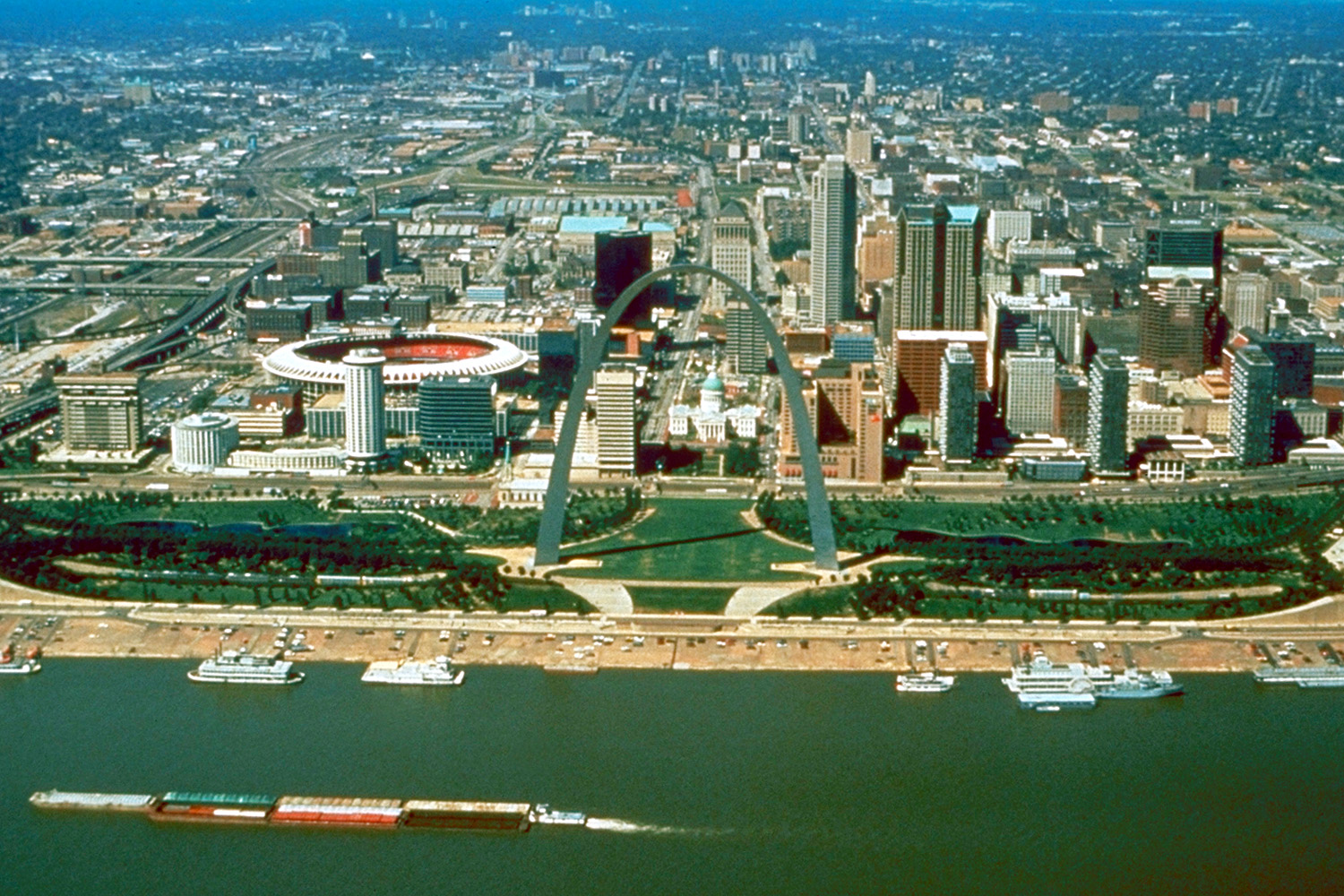
St. Louis, das Zentrum des größten Ballungsgebietes von Missouri

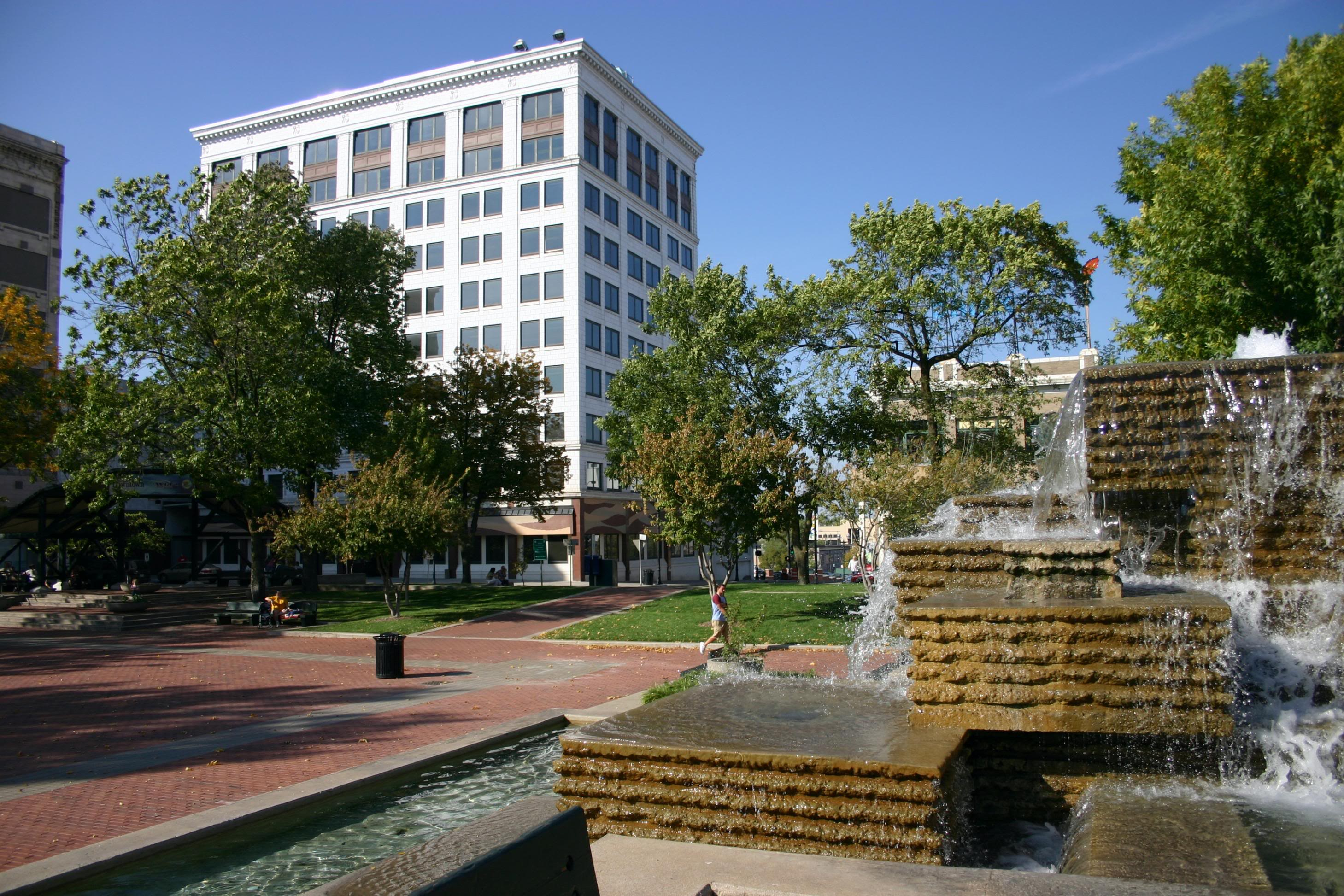
Springfield

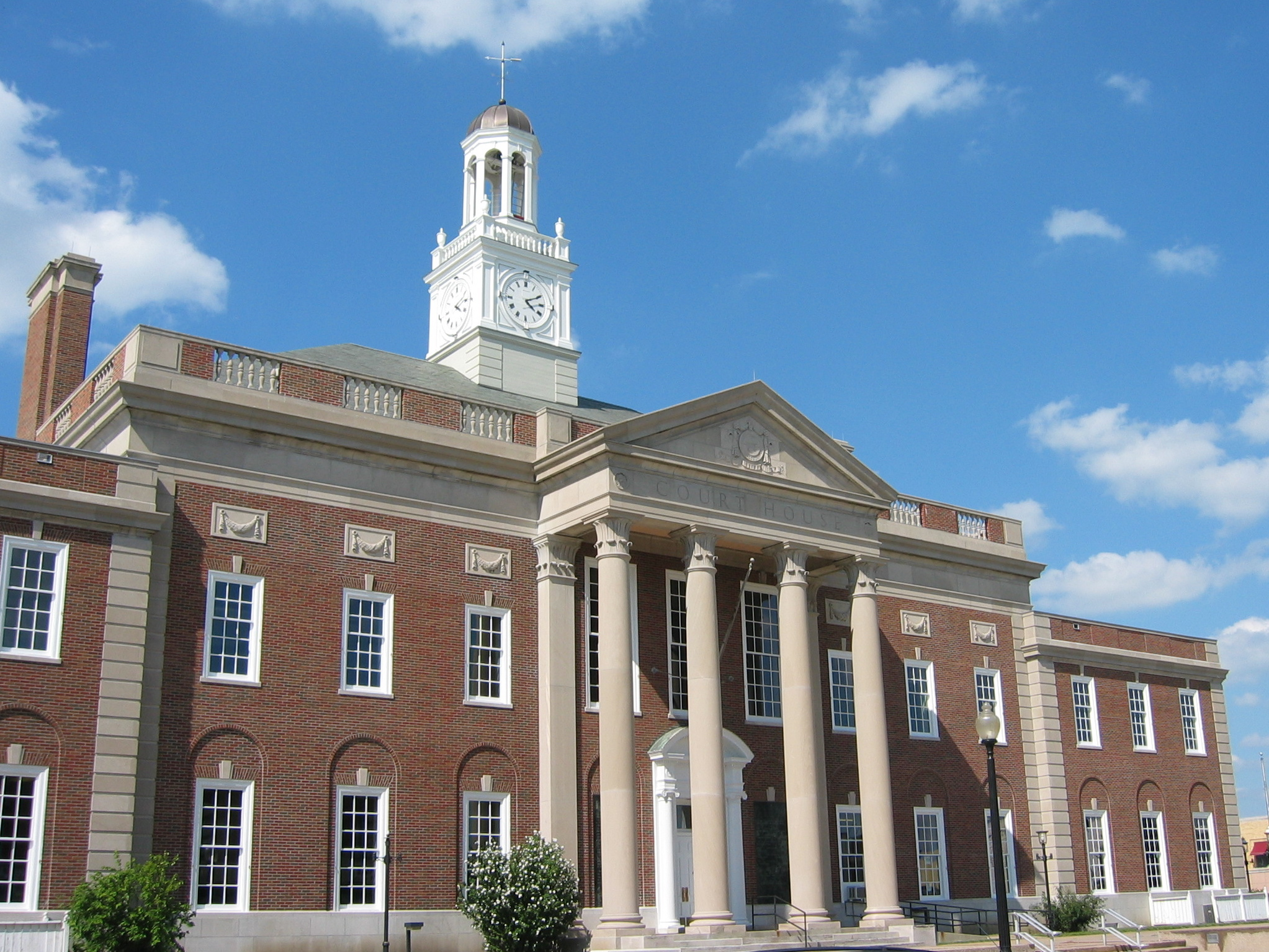
Independence

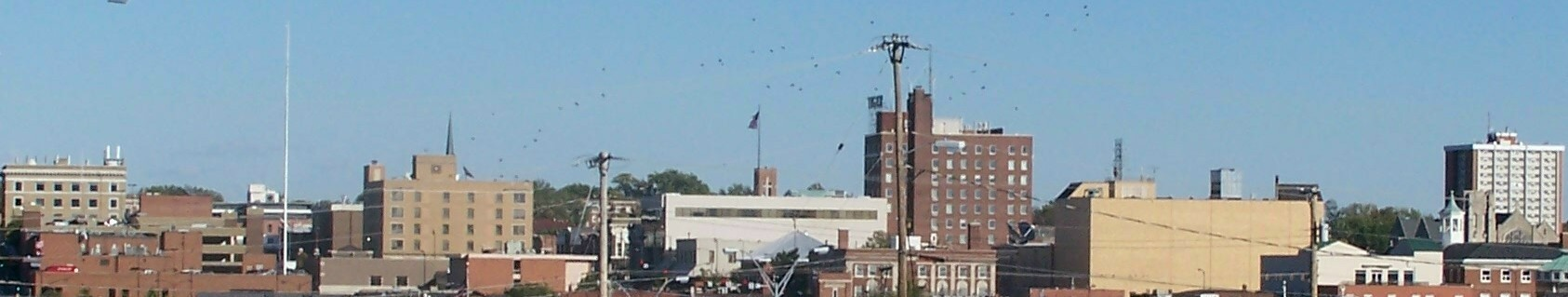
Columbia

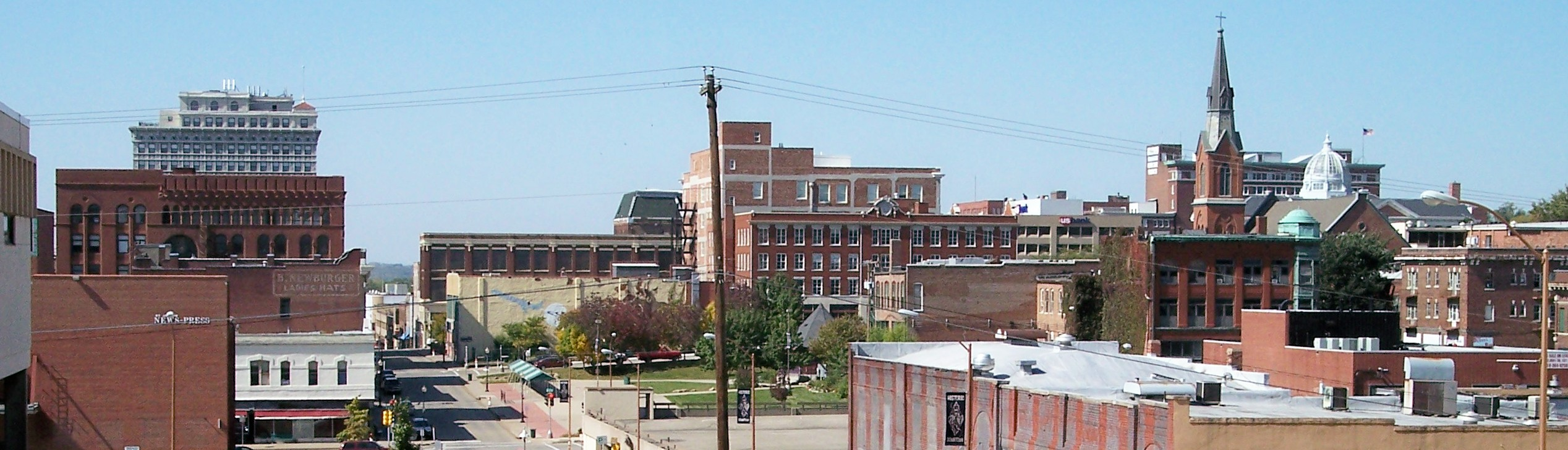
St. Joseph

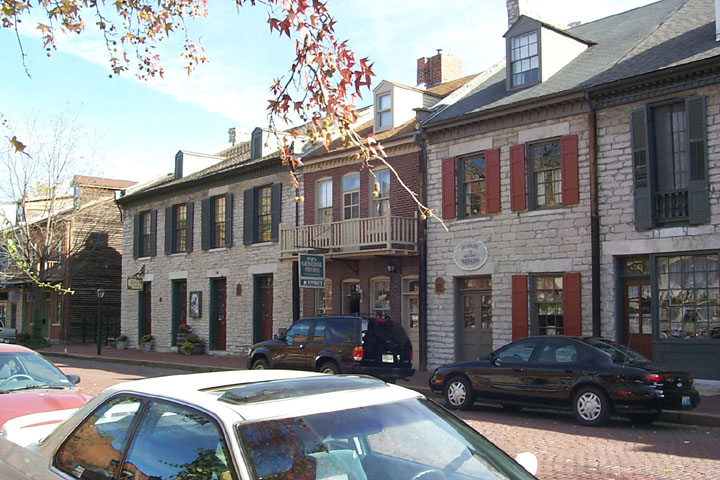
St. Charles

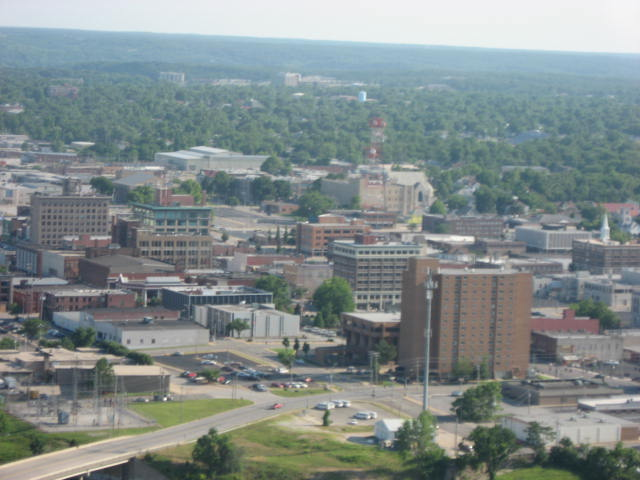
Joplin

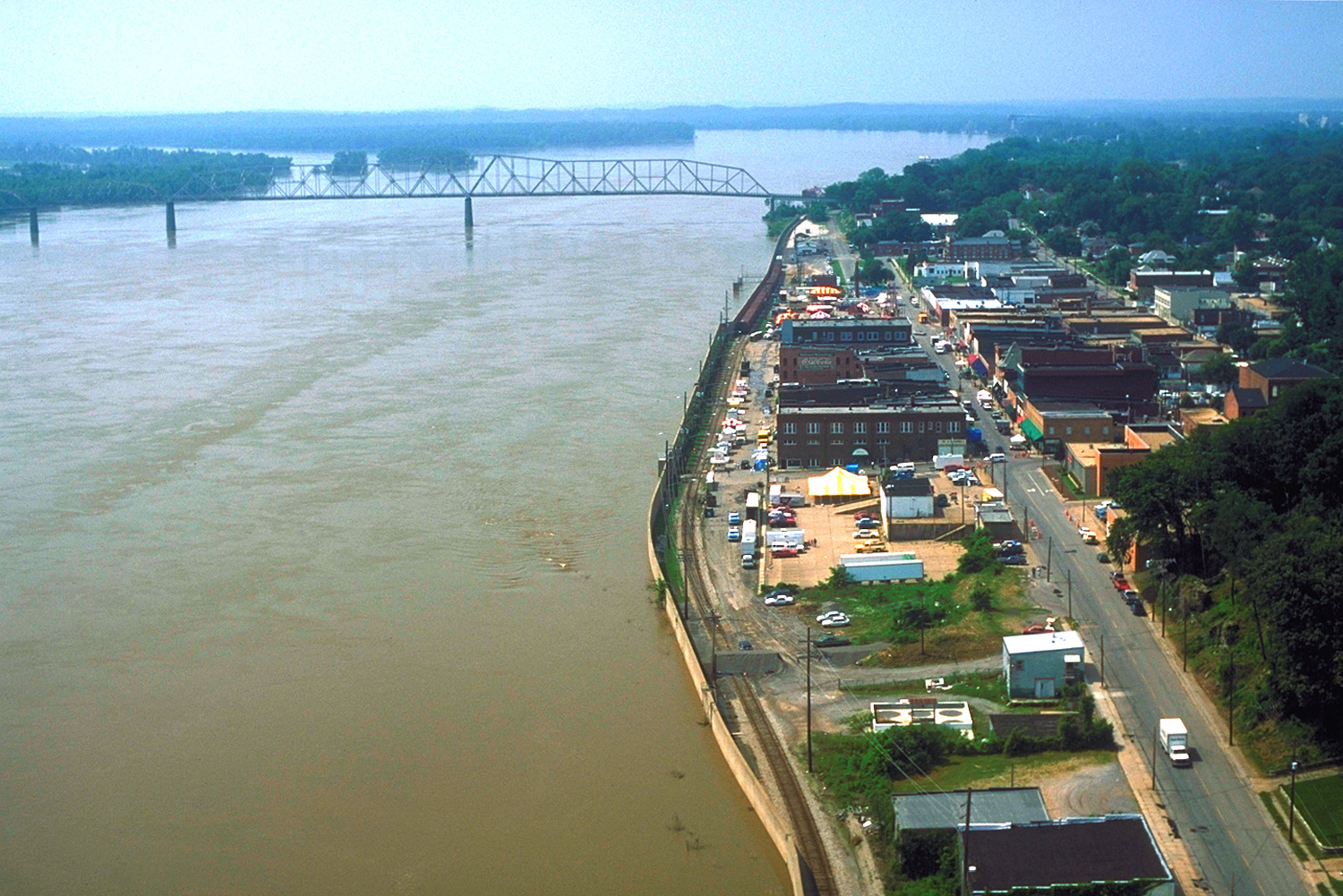
Cape Girardeau

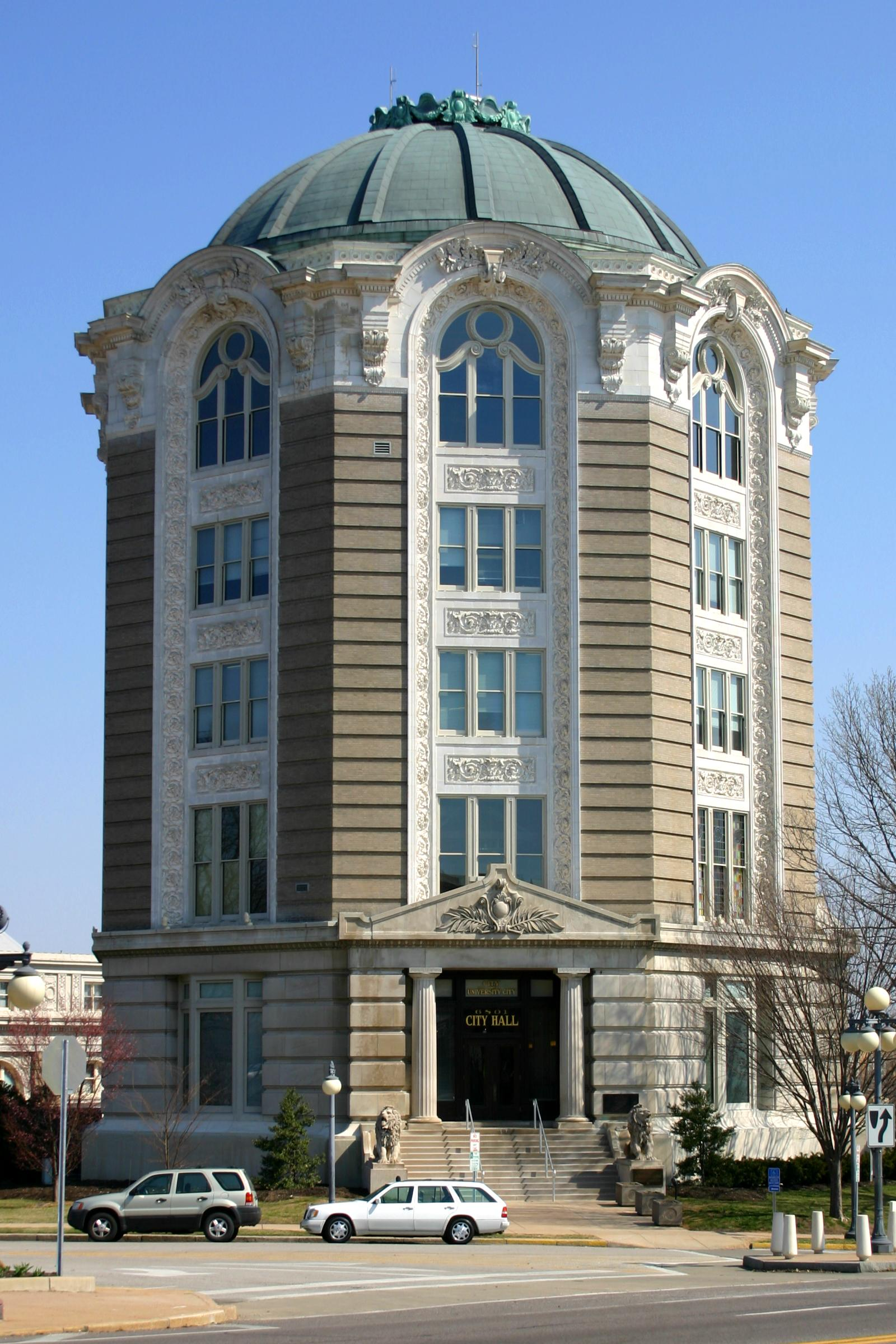
University City

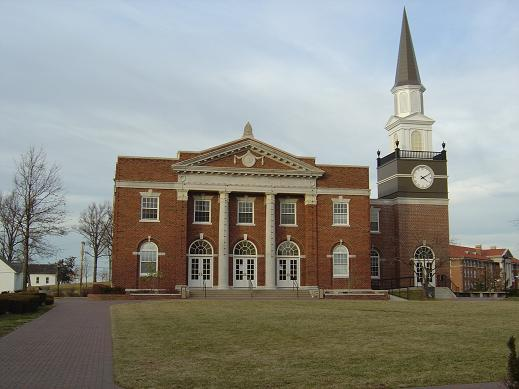
Liberty

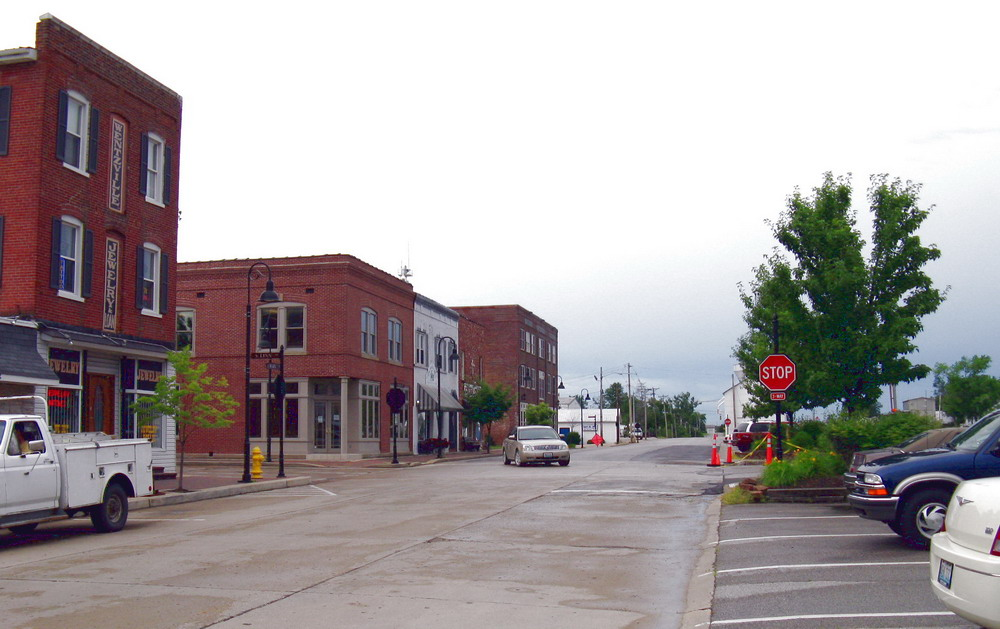
Wentzville

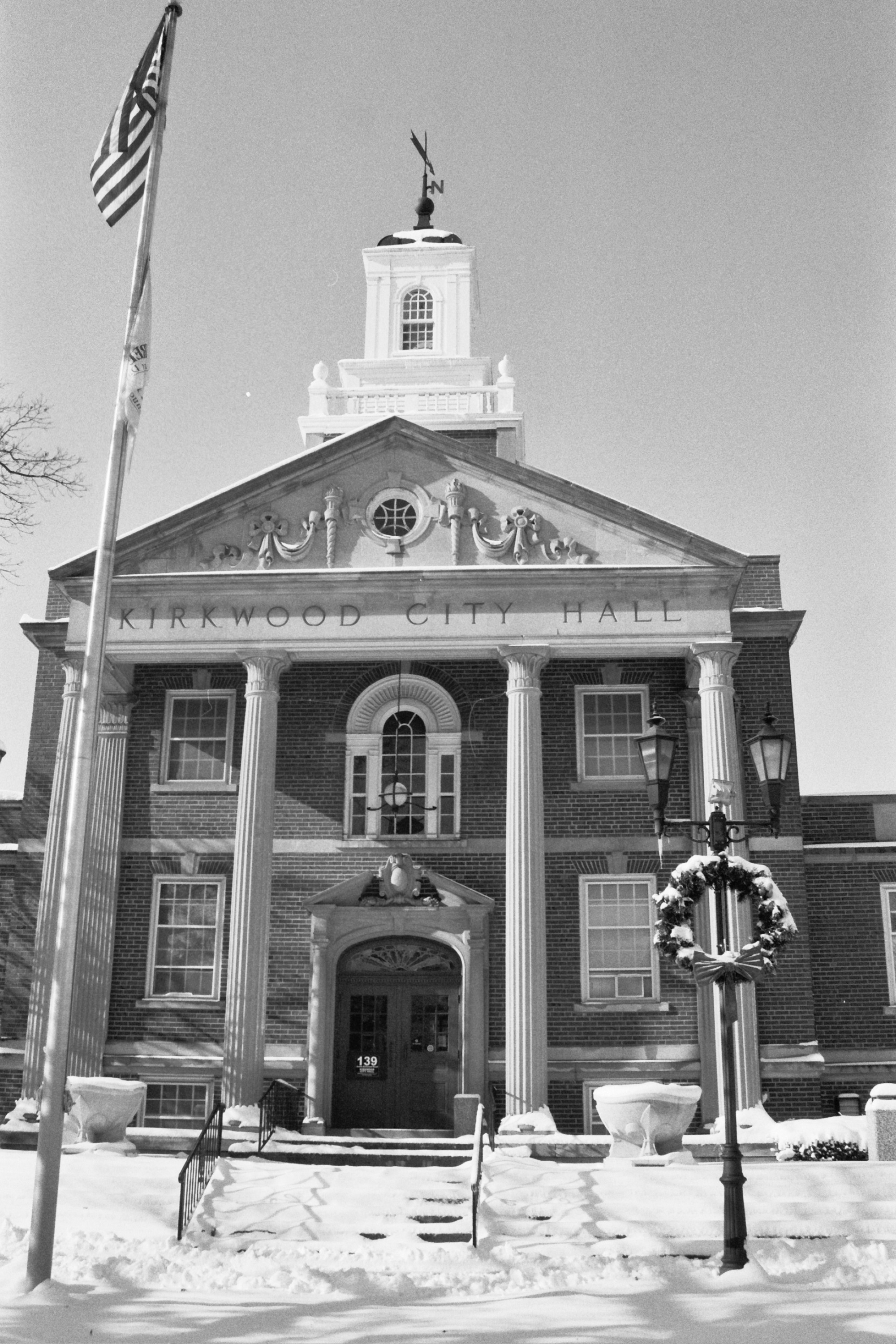
Kirkwood

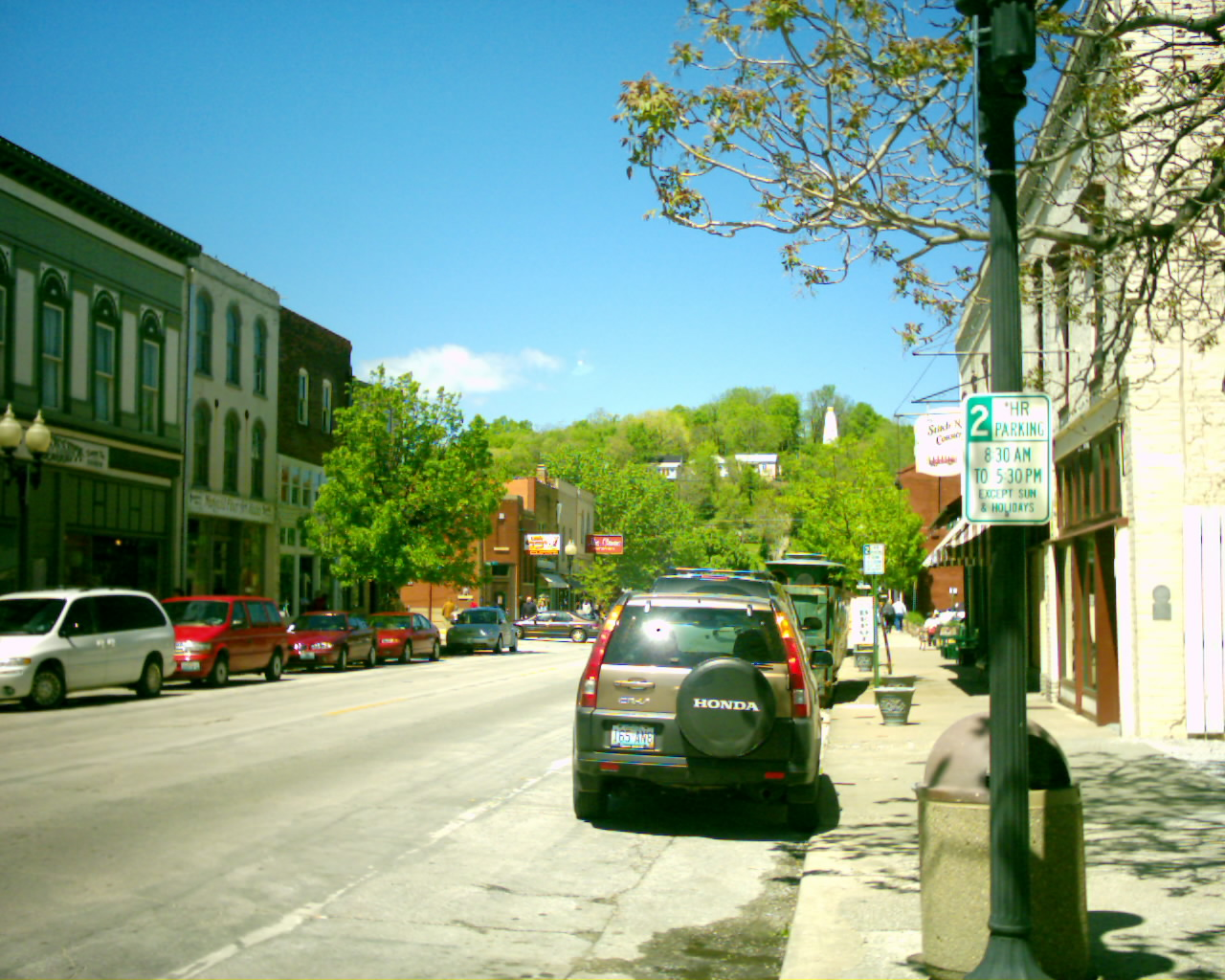
Hannibal

Die folgende Liste zeigt alle Kommunen und Siedlungen im US-Bundesstaat Missouri. Sie enthält sowohl Citys als auch Census-designated places (CDP).
Die obere Tabelle enthält die Siedlungen, die bei der Volkszählung im Jahr 2020 mehr als 10.000 Einwohner hatten. Ebenfalls aufgeführt sind die Daten der vorherigen Volkszählung im Jahr 2000 und 2010. Die Rangfolge entspricht den Zahlen von 2020.
| Rang (2020) | Ort                     | Einwohner 2020 | Einwohner 2010 | Einwohner 2000 | Typ  | County(s)                   |
| ----------- | ----------------------- | -------------- | -------------- | -------------- | ---- | --------------------------- |
| 1           | Kansas City             | 508.090        | 459.787        | 441.612        | City | Cass, Clay, Jackson, Platte |
| 2           | St. Louis               | 301.578        | 319.294        | 348.189        | City | Independent city            |
| 3           | Springfield             | 169.176        | 159.498        | 152.189        | City | Greene, Christian           |
| 4           | Columbia                | 126.254        | 108.500        | 85.741         | City | Boone                       |
| 5           | Independence            | 123.011        | 116.830        | 113.223        | City | Jackson                     |
| 6           | Lee’s Summit            | 101.108        | 91.364         | 70.718         | City | Cass, Jackson               |
| 7           | O’Fallon                | 91.316         | 79.329         | 49.399         | City | St. Charles                 |
| 8           | Saint Joseph            | 72.473         | 76.780         | 73.991         | City | Buchanan                    |
| 9           | Saint Charles           | 70.493         | 65.794         | 60.599         | City | St. Charles                 |
| 10          | Blue Springs            | 58.603         | 52.575         | 48.219         | City | Jackson                     |
| 11          | Saint Peters            | 57.732         | 52.575         | 51.343         | City | St. Charles                 |
| 12          | Florissant              | 52.533         | 52.158         | 53.999         | City | St. Louis                   |
| 13          | Joplin                  | 51.762         | 50.150         | 45.544         | City | Jasper, Newton              |
| 14          | Chesterfield            | 49.999         | 47.484         | 46.824         | City | St. Louis                   |
| 15          | Wentzville              | 44.372         | 29.070         | 7.189          | City | St. Charles                 |
| 16          | Jefferson City          | 43.228         | 43.079         | 40.667         | City | Callaway, Cole              |
| 17          | Cape Girardeau          | 39.540         | 37.941         | 35.432         | City | Cape Girardeau, Scott       |
| 18          | Oakville                | 36.301         | 36.143         | 35.309         | CDP  | St. Louis                   |
| 19          | Wildwood                | 35.417         | 35.517         | 32.951         | City | St. Louis                   |
| 20          | University City         | 35.065         | 35.371         | 37.644         | City | St. Louis                   |
| 21          | Ballwin                 | 31.103         | 30.404         | 31.301         | City | St. Louis                   |
| 22          | Liberty                 | 30.167         | 29.149         | 26.239         | City | Clay                        |
| 23          | Raytown                 | 30.012         | 29.526         | 30.389         | City | Jackson                     |
| 24          | Kirkwood                | 29.461         | 27.540         | 27.339         | City | St. Louis                   |
| 25          | Mehlville               | 28.955         | 28.380         | 28.822         | CDP  | St. Louis                   |
| 26          | Maryland Heights        | 28.284         | 27.472         | 27.147         | City | St. Louis                   |
| 27          | Gladstone               | 27.063         | 25.410         | 26.373         | City | Clay                        |
| 28          | Grandview               | 26.209         | 24.475         | 24.897         | City | Jackson                     |
| 29          | Hazelwood               | 25.458         | 25.703         | 26.206         | City | St. Louis                   |
| 30          | Webster Groves          | 24.010         | 22.995         | 23.222         | City | St. Louis                   |
| 31          | Belton                  | 23.953         | 23.116         | 21.794         | City | Cass                        |
| 32          | Nixa                    | 23.257         | 19.022         | 12.242         | City | Christian                   |
| 33          | Raymore                 | 22.941         | 19.206         | 11.127         | City | Cass                        |
| 34          | Sedalia                 | 21.725         | 21.387         | 20.341         | City | Pettis                      |
| 35          | Ozark                   | 21.284         | 17.820         | 10.038         | City | Christian                   |
| 36          | Arnold                  | 20.858         | 20.808         | 19.970         | City | Jefferson                   |
| 37          | Affton                  | 20.417         | 20.307         | 20.535         | CDP  | St. Louis                   |
| 38          | Rolla                   | 19.943         | 19.559         | 16.452         | City | Phelps                      |
| 39          | Old Jamestown           | 19.790         | 19.184         | 18.472         | CDP  | St. Louis                   |
| 40          | Warrensburg             | 19.337         | 18.871         | 16.378         | City | Johnson                     |
| 41          | Creve Coeur             | 18.834         | 17.833         | 16.763         | City | St. Louis                   |
| 42          | Republic                | 18.750         | 14.751         | 8.923          | City | Christian, Greene           |
| 43          | Ferguson                | 18.527         | 21.203         | 22.405         | City | St. Louis                   |
| 44          | Spanish Lake            | 18.413         | 19.650         | 21.337         | CDP  | St. Louis                   |
| 45          | Manchester              | 18.333         | 18.094         | 19.161         | City | St. Louis                   |
| 46          | Farmington              | 18.217         | 16.240         | 13.964         | City | St. Francois                |
| 47          | Concord                 | 17.668         | 16.421         | 16.689         | CDP  | St. Louis                   |
| 48          | Kirksville              | 17.530         | 17.505         | 17.304         | City | Adair                       |
| 49          | Clayton                 | 17.355         | 15.939         | 15.935         | City | St. Louis                   |
| 50          | Lemay                   | 17.117         | 16.645         | 17.215         | CDP  | St. Louis                   |
| 51          | Hannibal                | 17.108         | 17.916         | 17.750         | City | Marion                      |
| 52          | Lake St. Louis          | 16.707         | 14.545         | 10.170         | City | St. Charles                 |
| 53          | Sikeston                | 16.291         | 16.318         | 16.998         | City | New Madrid, Scott           |
| 54          | Poplar Bluff            | 16.225         | 17.023         | 17.019         | City | Butler                      |
| 55          | Fort Leonard Wood       | 15.959         | 15.061         | 13.666         | CDP  | Pulaski                     |
| 56          | Overland                | 15.955         | 16.062         | 16.838         | City | St. Louis                   |
| 57          | Grain Valley            | 15.627         | 12.854         | 5.236          | City | Jackson                     |
| 58          | Carthage                | 15.522         | 14.378         | 12.711         | City | Jasper                      |
| 59          | Jackson                 | 15.481         | 13.758         | 11.958         | City | Cape Girardeau              |
| 60          | Lebanon                 | 15.013         | 14.474         | 12.337         | City | Laclede                     |
| 61          | Washington              | 14.500         | 13.982         | 13.294         | City | Franklin                    |
| 62          | Marshall                | 13.806         | 13.065         | 12.715         | City | Saline                      |
| 63          | Moberly                 | 13.783         | 13.974         | 13.754         | City | Randolph                    |
| 64          | Webb City               | 13.031         | 10.996         | 9.819          | City | Jasper                      |
| 65          | St. Ann                 | 13.019         | 13.020         | 13.499         | City | St. Louis                   |
| 66          | Jennings                | 12.895         | 14.712         | 15.469         | City | St. Louis                   |
| 67          | Dardenne Prairie        | 12.743         | 11.494         | 4.503          | City | St. Charles                 |
| 68          | Festus                  | 12.706         | 11.602         | 9.817          | City | Jefferson                   |
| 69          | Troy                    | 12.686         | 10.540         | 6.775          | City | Lincoln                     |
| 70          | Branson                 | 12.638         | 10.520         | 6.927          | City | Stone, Taney                |
| 71          | Fulton                  | 12.600         | 12.790         | 12.142         | City | Callaway                    |
| 72          | Neosho                  | 12.590         | 11.835         | 10.615         | City | Newton                      |
| 73          | Crestwood               | 12.404         | 11.912         | 11.871         | City | St. Louis                   |
| 74          | Union                   | 12.348         | 10.204         | 7.679          | City | Franklin                    |
| 75          | West Plains             | 12.184         | 11.986         | 10.946         | City | Howell                      |
| 76          | Eureka                  | 11.646         | 10.189         | 7.688          | City | St. Louis                   |
| 77          | Town and Country        | 11.640         | 10.815         | 10.872         | City | St. Louis                   |
| 78          | Mexico                  | 11.469         | 11.543         | 11.326         | City | Audrain                     |
| 79          | Bridgeton               | 11.445         | 11.550         | 15.550         | City | St. Louis                   |
| 80          | Bellefontaine Neighbors | 10.740         | 10.860         | 11.095         | City | St. Louis                   |
| 81          | Bolivar                 | 10.679         | 10.325         | 9.200          | City | Polk                        |
| 82          | Maryville               | 10.633         | 11.972         | 10.687         | City | Nodaway                     |
| 83          | Excelsior Springs       | 10.553         | 11.084         | 10.854         | City | Clay, Ray                   |
| 84          | Kennett                 | 10.515         | 10.932         | 11.262         | City | Dunklin                     |
| 85          | Smithville              | 10.406         | 8.382          | 5.506          | City | Clay, Platte                |
| 86          | Kearney                 | 10.404         | 8.387          | 6.110          | City | Clay                        |
| 87          | Harrisonville           | 10.121         | 10.019         | 9.010          | City | Cass                        |

Weitere Siedlungen in Missouri in alphabetischer Reihenfolge:

## A
- Adrian
- Advance
- Alba
- Albany
- Alexandria
- Allendale
- Alma
- Altenburg
- Alton
- Amazonia
- Amoret
- Amsterdam
- Anderson
- Annapolis
- Anniston
- Appleton City
- Arbyrd
- Arcadia
- Archie
- Argyle
- Armstrong
- Asbury
- Ash Grove
- Ashland
- Atlanta
- Augusta
- Aurora
- Auxvasse
- Ava
- Avondale

## B
- Bagnell
- Baring
- Barnard
- Barnett
- Bates City
- Battlefield
- Bella Villa
- Bell City
- Belle
- Bellflower
- Benton
- Berger
- Berkeley
- Bernie
- Bertrand
- Bethany
- Bethany
- Beverly Hills
- Bevier
- Billings
- Birch Tree
- Bismarck
- Blackburn
- Black Jack
- Blackwater
- Blairstown
- Bland
- Bloomfield
- Bloomsdale
- Bogard
- Bolckow
- Bonne Terre
- Boonville
- Bosworth
- Bourbon
- Bowling Green
- Bragg City
- Brandsville
- Branson West
- Brashear
- Braymer
- Breckenridge
- Breckenridge Hills
- Brentwood
- Bronaugh
- Brookfield
- Browning
- Brownington
- Brunswick
- Bucklin
- Buckner
- Buffalo
- Bunceton
- Bunker
- Burlington Junction
- Butler
- Byrnes Mill

## C
- Cabool
- Cainsville
- Calhoun
- California
- Callao
- Camden
- Camden Point
- Camdenton
- Cameron
- Campbell
- Canalou
- Canton
- Cardwell
- Carl Junction
- Carrollton
- Carterville
- Caruthersville
- Carytown
- Cassville
- Catron
- Center
- Centerview
- Centerville
- Centralia
- Chaffee
- Chamois
- Charlack
- Charleston
- Chilhowee
- Chillicothe
- Chula
- Clarence
- Clark
- Clarksburg
- Clarksdale
- Clarkson Valley
- Clarksville
- Clarkton
- Clearmont
- Cleveland
- Clever
- Clifton Hill
- Clinton
- Coffey
- Cole Camp
- Collins
- Commerce
- Conception Junction
- Concordia
- Conway
- Cool Valley
- Cooter
- Corder
- Cottleville
- Country Club Hills
- Cowgill
- Craig
- Crane
- Creighton
- Crocker
- Cross Timbers
- Crystal City
- Crystal Lake Park
- Crystal Lakes
- Cuba
- Curryville

## D
- Darlington
- Dearborn
- Deepwater
- De Kalb
- Dellwood
- Delta
- Des Arc
- Desloge
- De Soto
- Des Peres
- De Witt
- Dexter
- Diamond
- Dixon
- Doniphan
- Doolittle
- Downing
- Drexel
- Dudley
- Dutzow
- Duenweg

## E
- Eagleville
- East Lynne
- Easton
- East Prairie
- Edgar Springs
- Edgerton
- Edina
- Edmundson
- Eldon
- El Dorado Springs
- Ellington
- Ellisville
- Ellsinore
- Elmer
- Elmo
- Elsberry
- Eminence
- Emma
- Essex
- Ethel
- Everton
- Ewing
- Excelsior Estates
- Exeter

## F
- Fairdealing
- Fairfax
- Fair Grove
- Fair Play
- Fairview
- Farber
- Fayette
- Fenton
- Fillmore
- Fisk
- Fleming
- Flint Hill
- Flordell Hills
- Foley
- Fordland
- Forest City
- Foristell
- Forsyth
- Frankford
- Franklin
- Fredericktown
- Freeman
- Fremont Hills
- Frohna
- Frontenac

## G
- Gainesville
- Galena
- Gallatin
- Galt
- Garden City
- Gasconade
- Gerald
- Gideon
- Gilliam
- Gilman City
- Glasgow
- Glenaire
- Glendale
- Golden City
- Goodman
- Gower
- Graham
- Granby
- Grandin
- Grant City
- Greencastle
- Green City
- Greendale
- Greenfield
- Green Park
- Green Ridge
- Greentop
- Greenville
- Greenwood

## H
- Hale
- Hallsville
- Hamilton
- Hardin
- Harris
- Hartville
- Hawk Point
- Hayti
- Hayti Heights
- Henrietta
- Herculaneum
- Hermann
- Hermitage
- Higbee
- Higginsville
- High Hill
- Highlandville
- Hillsboro
- Holcomb
- Holden
- Holland
- Hollister
- Holt
- Holts Summit
- Homestown
- Hopkins
- Hornersville
- Houston
- Houstonia
- Houston Lake
- Howardville
- Humansville
- Hume
- Hunnewell
- Huntleigh
- Huntsville
- Hurdland
- Hurley

## I
- Iberia
- Irondale
- Iron Mountain Lake
- Ironton

## J
- Jamesport
- Jamestown
- Jasper
- Jonesburg

## K
- Kahoka
- Keytesville
- Kidder
- Kimberling City
- Kimmswick
- King City
- Kingston
- Kingsville
- Kinloch
- Kirbyville
- Knob Noster
- Knox City
- Koshkonong

## L
- La Belle
- Laclede
- Laddonia
- Ladue
- La Grange
- Lake Annette
- Lake Lafayette
- Lake Lotawana
- Lake Ozark
- Lakeshire
- Lakeside
- Lake Tapawingo
- Lake Waukomis
- Lake Winnebago
- Lamar
- La Monte
- Lanagan
- Lancaster
- La Plata
- Laredo
- La Russell
- Lathrop
- Lawson
- Leadington
- Leadwood
- Leawood
- Leeton
- Levasy
- Lexington
- Lewistown
- Liberal
- Licking
- Lilbourn
- Lincoln
- Linn
- Linn Creek
- Linneus
- Lockwood
- Lohman
- Lone Jack
- Louisiana
- Lowry City
- Lupus

## M
- Macks Creek
- Macon
- Madison
- Maitland
- Malden
- Malta Bend
- Mansfield
- Maplewood
- Marble Hill
- Marceline
- Marionville
- Marquand
- Marshfield
- Marston
- Marthasville
- Martinsburg
- Matthews
- Maysville
- Mayview
- McFall
- McKittrick
- Meadville
- Memphis
- Mendon
- Mercer
- Meta
- Miami
- Middletown
- Milan
- Miller
- Mindenmines
- Miner
- Missouri City
- Mokane
- Moline Acres
- Monett
- Monroe City
- Montgomery City
- Montrose
- Morehouse
- Morley
- Morrison
- Morrisville
- Mosby
- Moscow Mills
- Mound City
- Mountain Grove
- Mountain View
- Mount Vernon

## N
- Napoleon
- Naylor
- Neck City
- Neelyville
- Nelson
- Nevada
- New Bloomfield
- Newburg
- New Cambria
- New Florence
- New Franklin
- New Hampton
- New Haven
- New London
- New Madrid
- Newtown
- Niangua
- Noel
- Norborne
- Normandy
- North Kansas City
- Northmoor
- Northwoods
- Norwood
- Novelty
- Novinger

## O
- Oak Grove
- Oakland
- Odessa
- Old Monroe
- Olivette
- Olympian Village
- Oran
- Oregon
- Oronogo
- Orrick
- Osage Beach
- Osborn
- Osceola
- Otterville
- Owensville

## P
- Pacific
- Pagedale
- Palmyra
- Paris
- Park Hills
- Parkville
- Parma
- Parnell
- Pasadena Hills
- Pattonsburg
- Peculiar
- Perry
- Perryville
- Pevely
- Piedmont
- Pierce City
- Pilot Grove
- Pilot Knob
- Pine Lawn
- Pineville
- Platte City
- Platte Woods
- Plattsburg
- Pleasant Hill
- Pleasant Hope
- Pleasant Valley
- Polo
- Portage Des Sioux
- Portageville
- Potosi
- Powersville
- Prairie Home
- Princeton
- Purcell
- Purdin
- Purdy
- Puxico

## Q
- Queen City
- Quitman
- Qulin

## R
- Randolph
- Ravenwood
- Rea
- Reeds
- Reeds Spring
- Rich Hill
- Richland
- Richmond
- Richmond Heights
- Ridgeway
- Risco
- Riverside
- Rocheport
- Rockaway Beach
- Rock Hill
- Rock Port
- Rockville
- Rogersville
- Rosebud
- Rosendale
- Russellville

## S
- Saint Clair
- Saint George
- Saint James
- Saint John
- Saint Martins
- Saint Mary
- Saint Paul
- Saint Robert
- Saint Thomas
- Ste Genevieve
- Salem
- Salisbury
- Sappington
- Sarcoxie
- Savannah
- Schell City
- Scott City
- Seligman
- Senath
- Seneca
- Seymour
- Shelbina
- Shelbyville
- Sheldon
- Sheridan
- Shrewsbury
- Skidmore
- Slater
- Smithton
- South Gorin
- Sparta
- Spickard
- Squires
- Stanberry
- Steele
- Steelville
- Stewartsville
- Stockton
- Stotts City
- Stoutland
- Stover
- Strafford
- Strasburg
- Sturgeon
- Sugar Creek
- Sumner
- Sunrise Beach
- Sullivan
- Summersville
- Sunset Hills
- Sweet Springs
- Syracuse

## T
- Tallapoosa
- Taos
- Tarkio
- Thayer
- Tecumseh
- Tindall
- Tipton
- Tracy
- Trenton
- Trimble
- Triplett
- Truesdale

## U
- Union Starr
- Unionville
- Urbana
- Urich

## V
- Valley Park
- Van Buren
- Vandalia
- Velda City
- Verona
- Versailles
- Viburnum
- Vienna
- Vinita Park

## W
- Waco
- Walker
- Walnut Grove
- Wardell
- Warrenton
- Warsaw
- Warson Woods
- Washburn
- Wasola
- Waverly
- Wayland
- Waynesville
- Weatherby Lake
- Weaubleau
- Weldon Spring
- Wellington
- Wellston
- Wellsville
- West Alton
- Westboro
- Weston
- Westphalia
- Wheatland
- Wheaton
- Wheeling
- Willard
- Williamsville
- Willow Springs
- Winchester
- Windsor
- Winfield
- Winona
- Woods Heights
- Woodson Terrace
- Wright City
- Wyaconda
- Wyatt